# 위청 (전한)

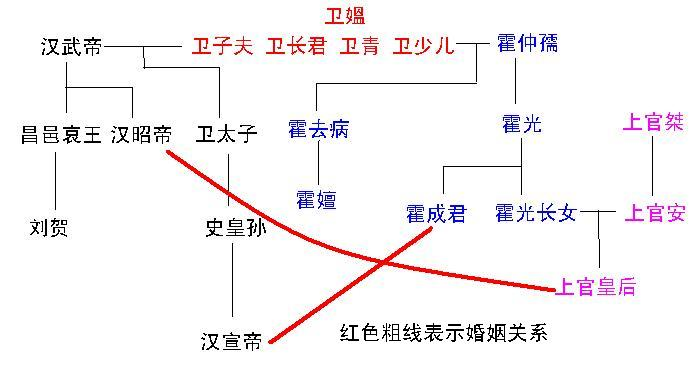
위씨 일족과 황실과의 관계도

위청(衛靑, ? ~ 기원전 106년)은 전한 중기의 군인으로, 자는 중경(仲卿)이며 하동군 평양현(平陽縣, 지금의 산서성 임분) 사람이다. 작위는 장평후(長平侯)다. 누나는 무제의 황후 무사황후이다. 생질 곽거병과 함께 무제 시기 흉노에서 한의 우세로 역전되는 한·흉노 전쟁을 대표하는 장군이다.

## 생애
하급관리 정계(鄭季)가 평양이후 조시(의후 조참의 증손) 집에서 일할 적 정계와 평양후의 노비인 위온(衛媼)의 사생아로 태어나, 평양후 집에서 가인으로 있다가 어려서 아버지에게 돌아갔다. 그래서 원래 성은 정(鄭)이었다. 아버지에게서 양을 치는 일을 맡았고, 아버지의 본처 자식들에게서 형제가 아니라 종 취급을 받았다. 장성한 뒤에는 평양후의 기사가 되어 평양후의 부인 평양공주를 모셨다. 출세한 이후에는 평양공주와 결혼했다.
건원 2년(기원전 139년) 봄, 셋째 누나 위자부가 평양공주의 가수로 있다가 우연히 무제의 눈에 들어 승은을 입고 궁중으로 들어가면서 자신도 입궁해 건장궁에서 일을 하게 됐다. 무제의 황후 진황후가 아들이 없고 질투가 심했는데, 위자부가 임신했다는 말을 듣고 진황후의 어머니 대장공주(관도장공주)가 질투해 사람을 보내 위청을 잡아 가두고 죽이려 했다. 그러나 친구 기랑 공손오가 장사들과 함께 구출해 위기를 벗어날 수 있었다. 이 소식을 들은 무제에게서 건장감(建章監)·시중에 임명되었다. 위청의 동복 형제들도 함께 귀해져서, 큰형 장군(長君)도 시중이 됐고 큰누나 유(孺)는 태복 공손하의 아내가 됐고 둘째 누나 소아(少兒)의 애인 진장도 존귀해졌다. 위자부가 무제의 후궁이 되면서 자신과 동복 남동생 보광(步廣)도 함께 성을 위(衛)로 고쳤다. 위자부가 부인이 되자 태중대부가 됐다.

### 흉노 원정
무제의 부황 경제는 오초칠국의 난 때 흉노와 새로 화친했고 무제도 경제의 화친을 이어받았는데, 원광 원년(기원전 134년) 대행 왕회의 제안을 받아들여 먼저 화친을 깨고 마읍의 노인 섭일(聶壹)에게 흉노를 유인하게 하고 군사를 매복해 흉노를 치려 했다. 그러나 매복이 흉노에게 들통나 무제의 계획은 실패했고, 흉노는 한나라의 변경을 다시 약탈하기 시작했다.
마읍 전투 5년 후인 원광 6년(기원전 129년), 무제가 다시 흉노와의 싸움을 개시하면서 위청은 거기장군이 되어 흉노와 싸우러 상곡에서 출진했다. 이때 공손하는 운중에서, 공손오는 대군에서, 이광은 안문에서 각각 1만 기를 이끌고 출전했는데, 나머지 셋이 다 성과가 없거나 대패한 반면 위청만 홀로 공을 세워, 흉노의 후계자를 선정하는 회의인 용성회의가 벌어지는 땅 용성(籠城)까지 이르러 수백 명의 머리를 베었다. 이 공으로 관내후에 봉해졌다.
원삭 원년(기원전 128년) 봄, 누나 위자부가 아들 여태자 유거를 낳아 황후가 됐고, 자신은 가을에 3만 명을 이끌고 안문에서 출진해 수천 명을 베었다. 그러나 이때에 흉노가 쳐들어와 요서태수를 죽이고 어양태수도 무찔러 어양을 노략질하고 어양군에 주둔한 위위·재관장군 한안국도 무찔렀으며, 안문에서도 사람을 죽이고 약탈했다. 원삭 2년(기원전 127년), 이식과 함께 흉노 원정을 맡아 이식은 대에서, 자신은 운중에서 출진했다. 서쪽으로 고궐(高闕)에 이르러 황하 이남의 허타오 지역을 흉노로부터 빼앗았고, 더 나아가 농서에 이르렀으며, 포로 수천 명·가축 수십만 마리를 얻었으며, 흉노의 두 왕 백양왕(白羊王)·누번왕(樓煩王)을 패주시켰다. 이 승리로 획득한 허타오 지역에 한나라는 삭방군을 설치했다. 위청은 공적으로 인해 3,800호를 받아 장평후에 봉해졌고, 휘하 교위인 소건과 장차공도 공적으로 인해 각각 평릉후·안두후에 봉해졌다. 소건을 시켜 삭방성을 쌓았다.
원삭 3년 겨울(기원전 127년) 흉노 선우 군신선우가 죽자 동생 이지사선우가 태자 연제어단을 쫓아내고 즉위했고, 원삭 3년 여름(기원전 126년)에 바로 수만 기가 쳐들어와 대군태수 공우(恭友)를 죽였다. 원삭 4년(기원전 125년)에도 대군·정양·상군으로 쳐들어와 수천 명을 죽이고 노략질했다. 그리고 흉노의 우현왕이 허타오 지역을 빼앗긴 건에 분노해 자주 쳐들어와 도둑질했다. 원삭 5년(기원전 124년) 봄, 위청은 거기장군으로서 다시 흉노 원정의 대장을 맡아 3만 기를 이끌고 고궐에서 출진했다. 위청이 거느린 여섯 장군 중 위위·유격장군 소건, 좌내사·강노장군 이저, 태복·기장군 공손하, 대상·경거장군 이채 넷은 삭방에서 출진했고, 대행·장군 이식, 안두후·장군 장차공은 우북평에서 출진했다. 우현왕은 한나라 군대가 오지 못하리라고 여기고 술에 취해 있었기에, 한나라 군대는 밤을 틈타 우현왕을 포위했고, 우현왕은 애첩 한 명과 친위군 수백 기만 거느리고 포위망을 빠져나가 달아났다. 경거교위 곽성(郭成) 등이 쫓아갔으나 잡지 못했다. 우현왕의 비왕(裨王) 십여 명과 남녀 만 오천여 명, 가축 수천백만 마리를 얻고 돌아왔다. 도중 국경 요새에 이르러 무제의 사자를 만나 대장군에 임명되었고 모든 장군을 거느리게 되었다. 그리고 무제는 위청의 아들 위항을 의춘후에, 위불의를 음안후에, 위등을 발간후에 봉했다. 위청이 전쟁은 무제의 신령과 교위들의 힘으로 공을 세웠을 뿐인데 자기 아들들에게 감히 포상을 받게 할 수 없다고 사양하자, 무제는 호군도위 공손오를 합기후에, 도위 한열을 용액후에, 공손하는 남표후에, 이채는 낙안후에, 교위 이삭은 지후(軹侯)에, 교위 조불우는 수성후(隨成侯)에, 교위 공손융노는 종평후(從平侯)에, 이식·이저·교위 두여의(豆如意)는 관내후에 봉했다. 이해 가을에 흉노가 대군으로 쳐들어와 대군교위 주영(朱英)을 죽였다.
원삭 6년(기원전 123년) 봄, 합기후·중장군 공손오, 태복·좌장군 공손하, 흡후·전장군 조신, 위위·우장군 소건, 낭중령·후장군 이광, 우내사·강노장군 이저와 함께 정양에서 십여 만 기를 거느리고 출진해 수천 급을 베고 돌아왔다. 한 달여 지나 다시 정양에서 출진해 만여 명을 죽이고 사로잡았다. 그러나 조신과 소건이 3천여 기를 거느리고 흉노 선우와 맞닥뜨려 싸워 조신은 흉노에 투항하고 소건은 모든 군사를 잃고 홀로 달아났다. 소건의 죄를 정하려고 군정 굉(閎)·장사 안(安)·의랑 주패(周霸) 등과 논의했는데, 주패는 소건을 참해야 한다고 주장했고 굉과 안은 반대했다. 위청은 천자의 뜻에 맡겨야 한다고 하고, 군리들이 모두 동의해 소건을 행재소로 압송했다. 국경 요새로 들어와 군을 파했다. 조신과 소건 두 장군의 군대를 잃었고 조신이 적에게 투항했으므로 봉읍이 더 늘지 못했다. 그러나 이 전쟁에서 생질 곽거병을 표요교위로서 종군시켰는데, 곽거병이 공을 세워 관군후에 봉해졌고 상곡태수 학현도 공을 세워 열후가 되었다.
돌아와서는 영승(甯乘)이란 사람의 조언을 들어 무제의 총애를 받는 왕부인에게 5백 금을 주어 축수했는데, 무제가 이에 대해 묻자 사실대로 말했고 영승은 동해도위가 됐다.
이후 원수 2년(기원전 121년)의 흉노 원정에는 참여하지 못했고, 원수 4년(기원전 119년), 표기장군 곽거병과 함께 출진했다. 각각 거느린 기병만 5만 명씩에, 개인 물품을 지고 가는 군마만도 총 14만 필, 보급을 맡은 보병은 수십만 명에 달한 이 원정은, 흉노에게 투항한 조신의 조언을 받아들인 선우가 고비 사막 북쪽에 있으면 한나라 군대가 거기까지는 오지 못할 것이라고 계획한 것을 부수기 위함이었다. 원래는 곽거병이 정양에서 출진해서 선우와 싸우기로 했는데, 포로가 선우가 동쪽에 있다고 해서 무제는 곽거병을 동쪽의 대군에서 출진하고 위청이 서쪽의 정양에서 출진하게 했다. 용감한 병사들도 곽거병에게 배속시켰다. 위청은 낭중령·전장군 이광, 태복·좌장군 공손하, 주작도위·우장군 조이기, 평양공후·후장군 조양을 거느렸다.
흉노의 선우 이지사선우는 조신의 계책을 따라 한나라 군대가 멀리 행군해 피곤하게 하고자 고비 사막 북쪽으로 물러나서 진을 치고 한나라 군대를 기다렸다. 위청의 군대는 국경 요새를 나와 천 리를 가서 선우의 진을 발견했다. 위청은 병거의 일종인 무강거로 진영을 둥글게 에워싸고 5천 기병을 출진시키니, 흉노도 1만 기병으로 맞섰다. 마침 날이 저물고 자갈을 포함하는 모래바람이 크게 일어 양측이 서로 보지 못하니, 한나라 군대는 양익을 벌려 선우를 포위했다. 선우는 불리하다고 판단해 친위 기병 수백 기만 거느리고 탈출해 서북쪽으로 달아났다. 양측이 서로 얽혀 싸워 죽인 수효가 비슷했는데, 흉노 포로가 선우가 달아났다고 알려줘 밤에 날랜 기병을 보내 동틀 때까지 200여 리를 추격했으나 선우를 잡지 못했다. 흉노 군은 뿔뿔히 달아났고, 한나라는 흉노 군 만 9천여 명을 죽이거나 사로잡았다. 전안산(闐顔山)의 조신성(趙信城)에 이르러 흉노의 군량을 먹었고, 하루 후 남은 군량은 불사르고 돌아왔다.
그러나 이광과 조이기의 군대를 따로 동쪽으로 보냈는데, 이들은 길라잡이도 없이 행군하다가 흉노와의 교전에는 참여하지도 못하고 고비 사막 남쪽으로 본대가 내려오고서야 합류했다. 이는 무제가 이광이 운수가 사나워서 같이 가면 재미가 없을 것이라고 여겨 밀명을 내렸기 때문인데, 이광과 조이기의 군대를 만나자 이광과 조이기에게 왜 늦었는지를 묻고 무제에게 보고하려 했다. 이광이 대답하지 않자 직접 이광의 막부로 가서 이광을 꾸짖었고, 이광은 치욕을 느껴 자살했다. 나중에 이광의 셋째아들 이감이 위청 때문에 이광이 죽었으므로 원한을 품고 쳐서 상처를 입었으나 숨겼는데, 생질 곽거병이 이를 알고 이감을 활로 쏴 죽였다.
귀환한 후에는 곽거병과 그 부하들만이 포상을 받았고 위청과 위청의 부하들에게는 포상이 없었다. 두 장군의 원정으로 동원한 말 14만 필 중 돌아온 것은 3만 필에 불과했다. 무제가 대사마 관직을 신설해 곽거병을 임명하고 곽거병의 품계와 봉록도 위청과 같게 하자, 위청은 쇠퇴하고 곽거병은 존귀해지고 위청의 친구와 문하 사람들도 위청을 떠나 곽거병에게 가서 벼슬과 작위를 얻었다. 오직 임안만이 이런 세태를 따르지 않았다. 비록 곽거병이 출세하기 전의 일이지만, 회남왕으로서 반역을 도모한 유안은 위청을 조정의 중핵으로 여기고 반역 계획에 위청의 암살을 포함시켰으며, 유안의 심복 오피는 자기 지인 황의의 말을 인용해서 위청을 평했는데, 그에 따르면 사대부를 예의 있게 대하고 은덕이 있으며, 말을 잘 탄다 했으며, 또 알자 조랑의 말을 인용해서 그에 따르면 군령이 분명하고 전쟁에서는 진격에선 앞장서고 후퇴에서는 맨 뒤에 서는 솔선수범하는 장군이며 태후가 하사하는 물건들도 사졸들에게 나눠주니 옛 명장들보다도 낫다고 했다(단 오피가 회남왕의 반역에 반대하고 있어 위청이 있는 한나라 조정에 대해서 우호적으로 평가하고 있기는 하다).
이 기원전 119년의 전쟁으로 흉노를 고비 사막 북쪽으로 쫓아냈고, 삭방과 영거까지 허타오 지역에 관개하고 개간해 관리와 병졸들로 자리를 잡고 살게 했다. 그러나 무려 10만여 필의 군마를 잃어 흉노가 피폐해졌음에도 흉노와 다시 싸울 수 없었다. 원수 6년(기원전 117년), 곽거병이 병사하자 원정 6년(기원전 111년) 공손하와 조파노를 흉노와 싸우게 하기까지 한나라는 다시 흉노와 싸우지 않았고, 대신 남월·동월·조선·강·서남이에 원정했다. 이후 흉노 원정에서도 무제는 예전에 위청을 사랑하는 위자부의 동생이라고 중용했듯 당시 총애하는 이부인의 동생 이광리를 중용했을 뿐, 위청은 다시 전쟁에 참여하는 일 없이 마지막 전쟁 14년 후, 태초 원년(기원전 106년)에 죽었다. 비록 아들 위항·위불의·위등이 모두 기원전 127년에 받은 작위를 위청 생전에 죄를 지어 박탈당하긴 했으나, 위청이 죽기 전까지는 그래도 목숨은 붙어 있었건만, 위청이 죽고 10여 년이 지나 무고의 화가 발생해 누나 무사황후와 그 소생 여태자는 물론이요 큰아들 위항까지 주살되니, 위청은 집안의 멸망까지는 보기 전에 죽은 것이다.
분묘(墳墓)는 곽거병의 묘 인근인 무제의 분묘인 무릉(茂陵)의 근처에 남아있다.

## 가계
- 정계=위온
  - 위유=공손하
  - 위소아=곽중유=진장
    - 곽거병

  - 무사황후 위자부=전한 무제
    - 여태자 유거

  - 위청=평양공주
    - 위항
    - 위불의
    - 위등

## 출전
- 사마천: 《사기》 권111 위장군표기열전
- 반고: 《한서》 권55 위청곽거병열전제25 중 위청

## 같이 보기
- 위만조선
- 한사군

| 전임 - | 전한의 대사마 기원전 119년 ~ 기원전 106년 | 후임 (사실상) 곽광 |

| 선대 (첫 봉건) | 전한의 장평후 기원전 127년 2월 병진일 ~ 기원전 106년 | 후대 아들 위항 |